# Мататия Хасмоней
Мататия Хасмоней (на иврит: בן יוחנן הכהן, Mattitjahu ben Joḥanan, Mattatias, Mattathias Hasmonäus, † 166 пр.н.е.) е провинциален еврейски свещеник в Юдея, който оглавява въстанието на Макавеите против Антиох IV и царството на Селевкидите. Той е основател на династията на Хасмонеите в Юдея и баща на Юда Макавей.
Той е син на Йоханан, синът на Симон, от фамилията Хасмонеи.
Той е баща на пет сина:
- Йоханан Гади
- Симон Таси († 135 пр.н.е.)
- Юда Макавей († 160 пр.н.е.)
- Елеазар Аваран
- Йонатан Хасмоней Апфус († 143 пр.н.е.)